# Plaza del Fontán

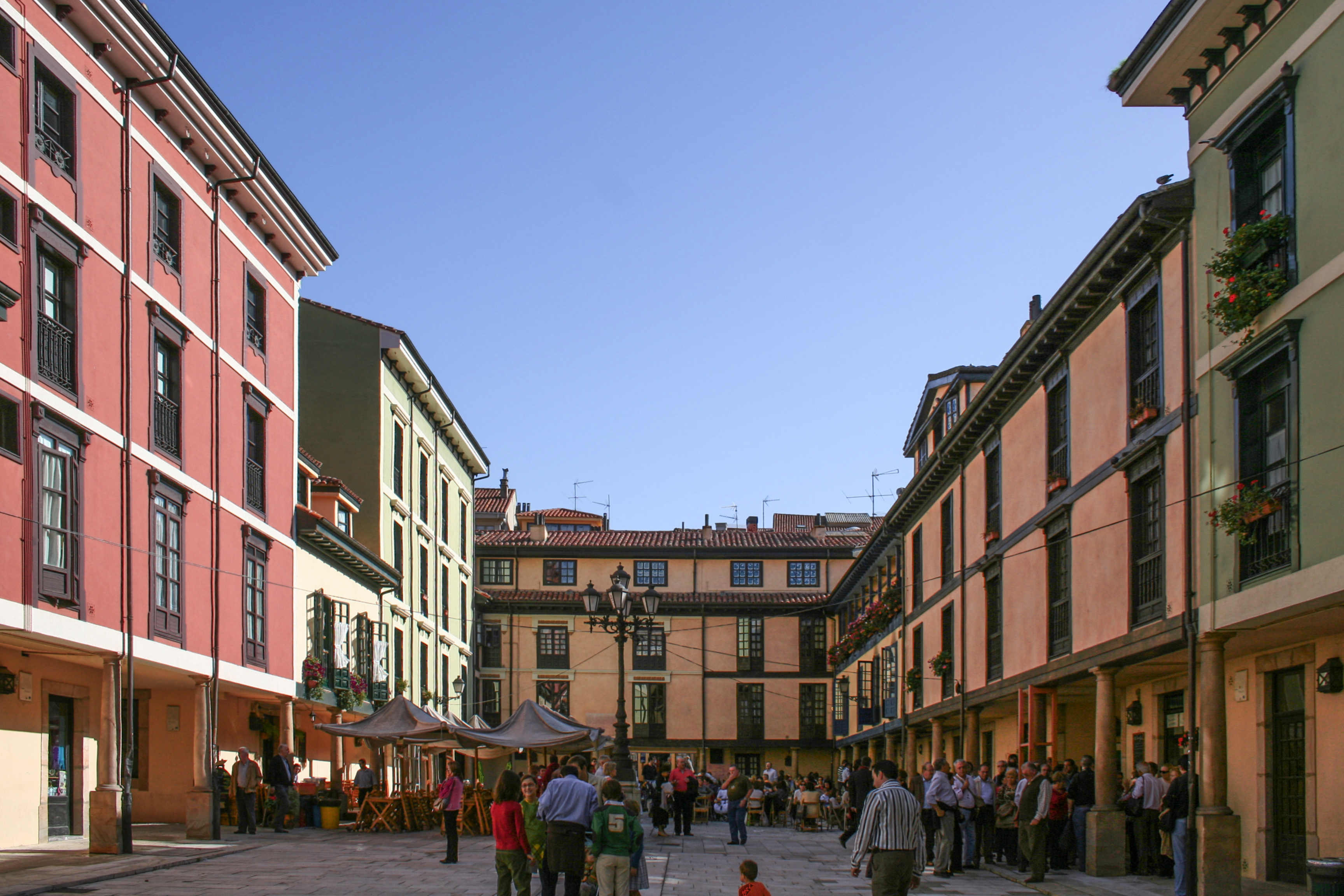
Interior de la plaza de El Fontán

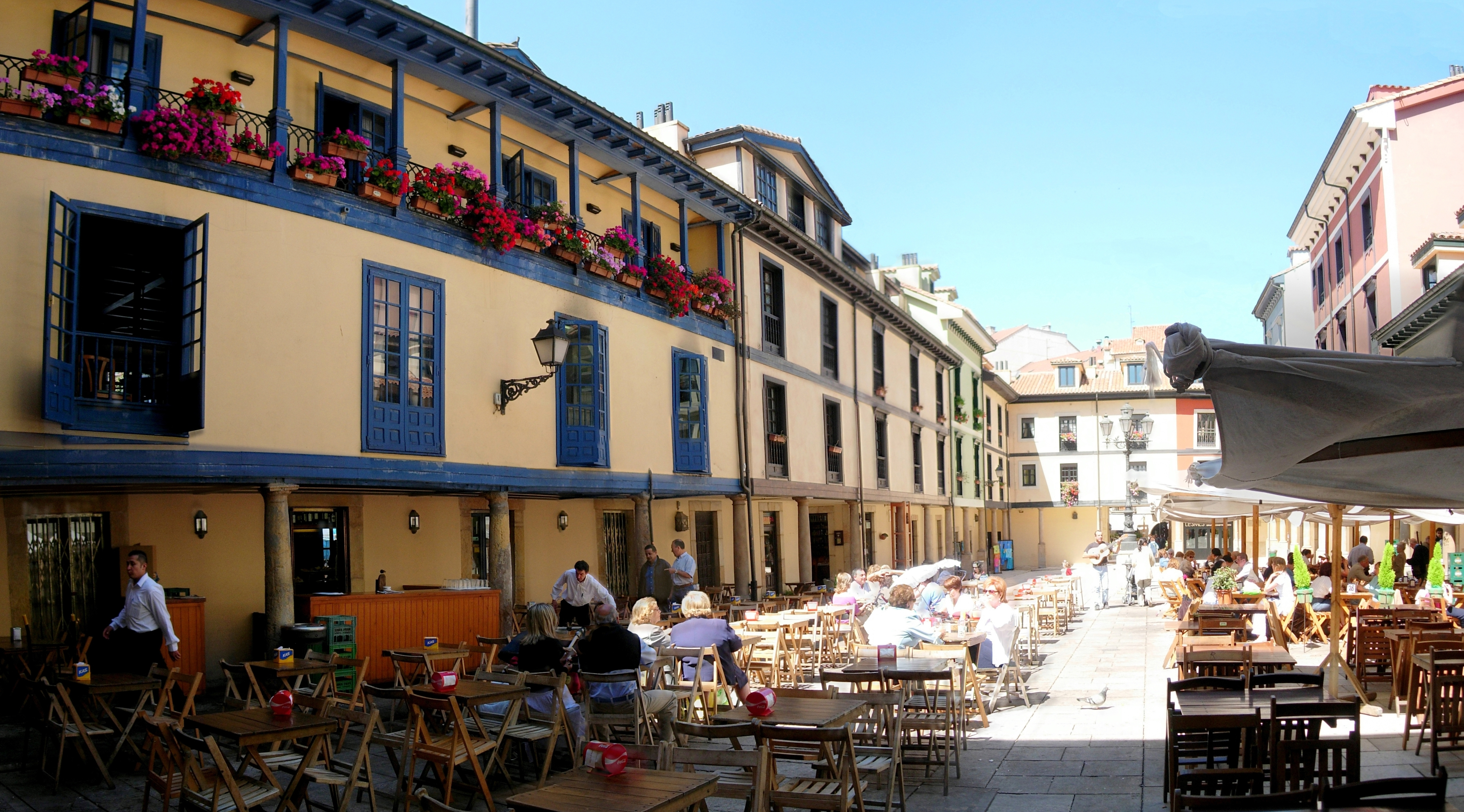
Imagen del interior de la plaza del Fontán, a la izquierda se puede ver Casa Ramón, pintada de azul, la única parte original.

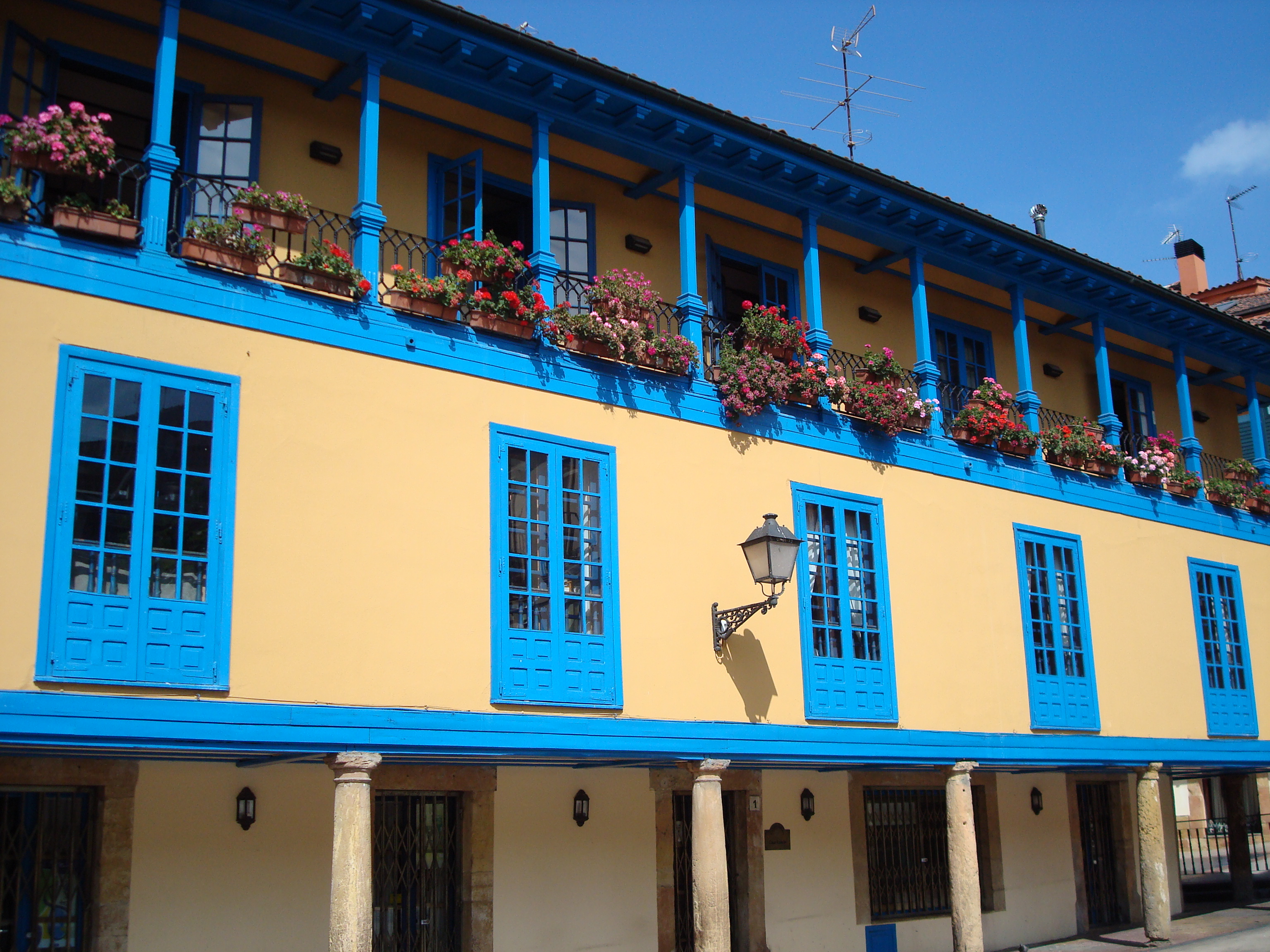
Detalle de los soportales exteriores

El Fontán, hoy en día es una calle y plaza de planta rectangular situada en el casco antiguo de la ciudad de Oviedo, Principado de Asturias (España). Su nombre proviene de la fuente manantial o fontán que llenaba la primitiva laguna que se encontraba en esa zona. Utilizada antiguamente como corral del comedias, hoy es uno de los puntos del llamado mercadillo del Fontán y zona hostelera. Junto a esta se sitúa el mercado cubierto de El Fontán, de 1885.

## Historia
En los inicios de la ciudad de Oviedo se trataba de una laguna natural a las afueras de la ciudad, la cual era abastecida por manantiales naturales que brotaban en la zona y rápidamente se convirtió en zona de recreo de los nobles ovetenses. 
Durante este tiempo, los campesinos, que vivían en las afueras de la ciudad, se acercaban hasta este lugar a vender sus productos (leche, verduras, quesos, gallinas, etc.); con este incesante movimiento no tardaron en aparecer los artesanos tales como herreros, cesteros, etc. 
Debido a que la laguna empezaba a representar un problema sanitario por su insalubridad se decidió desecarla el 19 de agosto de 1523. En 1559 se finaliza la obra construyéndose un lavadero y una fuente.
En 1576 Magdalena de Ulloa, viuda de Luis de Quijada, ayo del bastardo Juan de Austria decide fundar un colegio jesuita en la ciudad. Escoge los terrenos que ocupan en la actualidad el mercado del Fontán, finalizando en 1587 la obra. El colegio fue demolido en 1873 perdurando únicamente la iglesia de San Isidoro. Una vez finalizado el colegio en 1587 se aprovechan los materiales excedentes de la construcción del mismo para la urbanización de la plaza. Poco tiempo después de la construcción de la plaza se construyeron las escuelas que existen en la actualidad.
En la primera mitad del siglo XVII se decide la construcción de una obra de carácter público que se convertiría en un corral de comedias; tras sucesivas reformas y ampliaciones, que intentaron adecuar su inflexible estructura de patio de comedias, fue relevado por el teatro Campoamor.
El 11 de junio de 1792 el Ayuntamiento acomete una de las reformas más importantes hasta aquel entonces. Esta reforma, dirigida por el arquitecto municipal asturiano Francisco Pruneda y Cañal, pretendía dejar la plaza como un lugar rectangular, abierto por cuatro entradas y con cuarenta casillas o departamentos para tiendas, de planta y piso, recorridas en su perímetro interior y externo por un pórtico de columnas. La obra concluyó sin que se siguiera el proyecto inicial lo que produjo la existencia de varias alturas en la plaza. Los almacenes de las tiendas se fueron convirtiendo en viviendas de inquilinos y varios edificios se modificaron durante el siglo XIX aunque con ello no llega a perder el espíritu con el que fue concebida inicialmente.
La fuente actual, junto a las cocheras del Palacio del Duque del Parque, data de 1657, siendo restaurada en 1988. Como está a muy baja altura, fue objeto de comentarios satíricos de los ovetenses, y el humorista madrileño Luis de Tapia, le dedicó unos versos en los años 1930's: "«Hubo en Oviedo (y mi abuela lo contaba con afán) / una fuente a ras del suelo / que era el «Cañu del Fontán» / Caño de tan bajo trazo / hacía al más alto ser / doblar el recio espinazo / al inclinarse a beber. / Y tan humilde ejercicio / iba quitando, en verdad, / a muchas gentes el vicio / de su altiva vanidad. / En Oviedo, cuando alguno, / por su abolengo o su prez / presumía, inoportuno, / de mal fundada altivez / la turba de gente nueva / decía de tal truhán / hay que llevalu a que beba / en el cañu del Fontán. / Mas no sé por qué mudanza / que aquel Concejo emprendió / fuente de tan enseñanza / de Oviedo desapareció».

## Actualidad
Ya a finales del siglo XX, en 1981 la dirección General del Patrimonio Artístico realiza una restauración de la plaza, si bien esta restauración no frena el deterioro en el que se ve inmersa la plaza y que culmina en 1996 con la controvertida decisión del derribo y demolición total de la plaza, excepto la esquina en dónde se asienta la sidrería Casa Ramón (que había sido restaurada por el propietario). Tras este derribo la plaza se vuelve a construir y el 7 de mayo de 1997 es inaugurada por el alcalde Gabino de Lorenzo. 
Se disponen dos plazas contiguas, la de Daoiz y Velarde, donde se sitúan varias palacios barrocos, y el espacio porticado que es la plaza del Fontán propiamente dicha. En las inmediaciones de la plaza se ubica el mercadillo de Oviedo, que tiene lugar los jueves, sábados y domingos. El mercado cubierto de El Fontán completa el área del Fontán.

## Descripción en la novela Tigre Juan
El novelista y embajador Ramón Pérez de Ayala, ovetense ilustre describió magistralmente el Fontán en su novela Tigre Juan:

Un ruedo de casas corcovadas, caducas, seniles. Vencidas ya de la edad, buscan una apoyatura sobre las columnas de los porches. La plaza es como una tertulia de viejas tullidas, que se apuntalan en sus muletas y hacen el corrillo de la maledicencia. En este corrillo de viejas chismosas se vierten todas las murmuraciones y cuentos de la ciudad. La plaza del mercado es el archivo histórico de Pilares [Oviedo].